# Armee vom Niederrhein
Die Armee vom Niederrhein war eine vorwiegend aus preußischen und sächsischen Verbänden bestehende Armee unter preußischem Oberkommando, die während der Befreiungskriege am Niederrhein eilends zusammengestellt wurde, als Napoleon Bonaparte sein Exil auf Elba verlassen hatte und mit der Armee der Hundert Tage den Sommerfeldzug von 1815 begann.
König Friedrich Wilhelm III. von Preußen entschied sich am 17. März 1815, die Armee dem Kommando des preußischen Generals Gebhard Leberecht von Blücher zu unterstellen. Ihm stellte er August Neidhardt von Gneisenau als Generalstabschef und Karl von Grolman als Generalquartiermeister zur Seite. Erste Vorbereitungen mit der Aufstellung von drei Korps (50.000 Mann), teilweise aus den Streitkräften des Großherzogtums Berg, hatte bis dahin General Friedrich von Kleist als Oberbefehlshaber der Armee mit Befehlsstand in Jülich unternommen.
Nach dem Kriegsplan, der auf dem Wiener Kongress unter den Koalitionsmächten rasch abgestimmt worden war, sollte die Armee vom Niederrhein neben einer in den Niederlanden zusammengestellten britisch-niederländischen Armee, die der Herzog von Wellington führte, einer russischen Armee am Mittelrhein unter Michael Andreas Barclay de Tolly sowie einer Armee am Oberrhein aus österreichischen, bayerischen, württembergischen, badischen, hessen-darmstädtischen und anderen Einheiten, die der Führung von Karl Philipp zu Schwarzenberg anvertraut wurden, Napoleons Herrschaft der Hundert Tage beenden. Die Stärke aller Truppen wurde auf 800.000 Mann berechnet.
Blüchers Armee (116.897 Mann) bestand aus 99.715 Fußsoldaten, 11.879 Reitern und 5303 Kanonieren, verteilt auf folgende Korps:
- 1. Korps (30.831 Mann) unter Hans Ernst Karl von Zieten
- 2. Korps (31.758 Mann) zunächst unter Ludwig von Borstell, später unter Georg Dubislav Ludwig von Pirch
- 3. Korps (23.980 Mann) unter Johann Adolf von Thielmann
- 4. Korps (30.328 Mann) unter Friedrich Wilhelm Bülow von Dennewitz

Hinzu kam noch ein norddeutsches Armeekorps aus hessischen, thüringischen und anderen Einheiten (25.000 Mann) unter Friedrich von Kleist, so dass Blücher insgesamt 141.897 Mann befehligte. Nach Blüchers Angaben waren allerdings nur rund 130.000 Mann tatsächlich vorhanden.
Während die Armeen von Barclay de Tolly und Schwarzenberg erst am 1. Juli 1815 am Rhein eintrafen, konnte Blüchers Armee vom Niederrhein die Mobilmachung vollenden, sich in den Schlachten von Ligny und Wavre der Grande Armée stellen und gemeinsam mit Wellingtons Armee die Schlacht bei Waterloo entscheiden.    